# Rivoluzione fascista

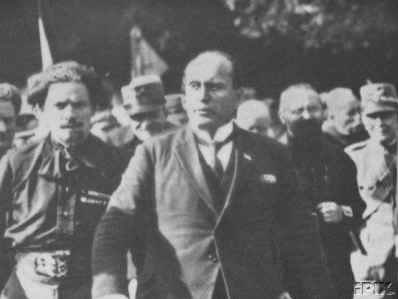
Mussolini il 30 ottobre 1922, dopo la marcia su Roma, ricevuto a Roma da Vittorio Emanuele III per il conferimento dell'incarico di formare un nuovo governo; dietro di lui si nota Italo Balbo

La locuzione rivoluzione fascista è stata utilizzata da intellettuali ed esponenti politici del fascismo per definire gli anni della nascita e della presa del potere da parte del fascismo in Italia e i progressivi mutamenti istituzionali che portarono da un regime liberale a quello totalitario. È stata ripresa dalla storiografia a partire dagli anni settanta del XX secolo non più a scopo celebrativo, ma come definizione dei caratteri di rottura che il fascismo ebbe sulla società italiana.

## Storia

### Il sansepolcrismo e la marcia su Roma
Già nel dicembre 1914 con la fondazione a Milano del movimento Fascio d'azione rivoluzionaria patrocinato da Benito Mussolini (il mese precedente già fondatore de Il Popolo d'Italia) e Alceste de Ambris, legato al mondo degli interventisti, sindacalista rivoluzionario e autore poi della Carta del Carnaro (che ispirerà la fascista Carta del Lavoro) durante l'impresa di Fiume con Gabriele D'Annunzio (1919-1920), si posero le basi di un movimento rivoluzionario interventista, a cui aderirono personalità come Filippo Corridoni, sindacalista nazionale e rivoluzionario.
Al termine della prima guerra mondiale, il processo riprese attivamente e, nell'area interventista si coagulò attorno alla figura di Mussolini un nuovo movimento, fondato a Milano il 23 marzo 1919 durante l'adunata di piazza San Sepolcro dalla confluenza di sindacalisti nazionali, futuristi che si proclamavano rivoluzionari come Marinetti, arditi e altri ex combattenti: erano i Fasci italiani di combattimento.

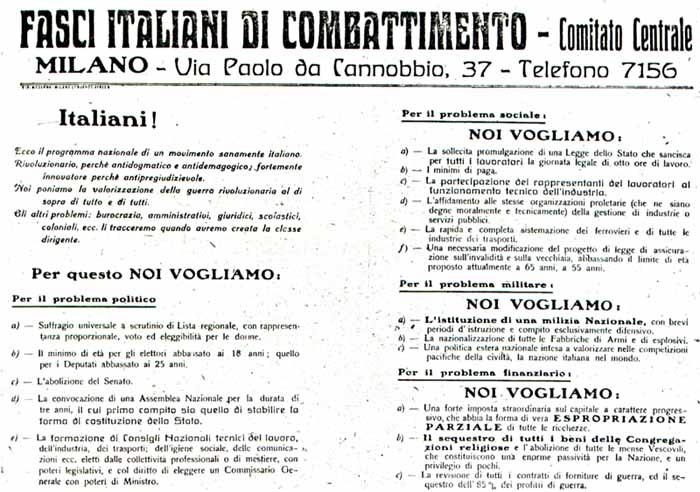
Il Manifesto pubblicato su "Il Popolo d'Italia"

Il manifesto dei Fasci italiani di combattimento, fu ufficialmente pubblicato su Il Popolo d'Italia il 6 giugno 1919.
Definitosi "rivoluzionario" nell'incipit viene: «Ecco il programma nazionale di un movimento sanamente italiano. Rivoluzionario, perché antidogmatico e antidemagogico; fortemente innovatore perché antipregiudizievole. Noi poniamo la valorizzazione della guerra rivoluzionaria al di sopra di tutto e di tutti» proponeva una "rivoluzione nazionale" che portasse al governo della nazione una nuova classe dirigente formata principalmente dai "combattenti" della Grande guerra delusi dalla "vittoria mutilata" presenti in maniera trasversale in tutti i partiti
Destinatari del messaggio fascista furono in primo luogo ricercati nella sinistra massimalista, la quale lungi dal voler sovvertire lo Stato, portasse le proprie istanze e lo "socializzasse" dall'interno. I Fasci di combattimento sarebbero serviti a legare alcuni di questi mondi non omogenei come gli interventisti di sinistra, i futuristi, gli ex arditi, i repubblicani e i sindacalisti rivoluzionari.

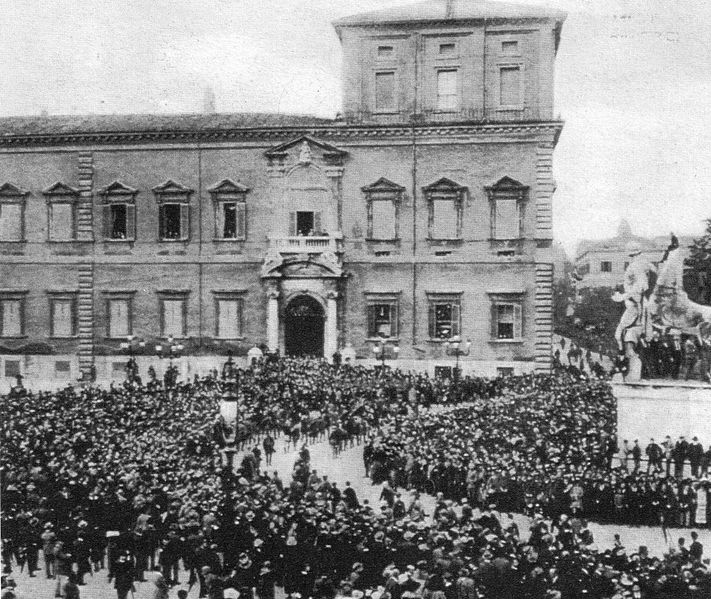
Le camicie nere sfilano il 31 ottobre 1922 davanti al Quirinale, all'epoca residenza reale.

Nell'estate 1921 le prospettive mussoliniane di una soluzione negoziale del problema rivoluzionario di stampo socialista delle origini, si scontravano con quelle radicali dello squadrismo più acceso, che chiedeva invece senza mezzi termini la presa del potere attraverso un colpo di Stato. Così, nel novembre del 1921 i Fasci italiani di combattimento si trasformarono nel Partito Nazionale Fascista (PNF), combattendo al suo interno fra spinte volte a scelte rivoluzionarie ed istanze di crescita costituzionale. 
Gli squadristi che presero parte alla marcia su Roma furono denominati dalla pubblicistica del regime le "camicie nere della rivoluzione" e la marcia venne celebrata negli anni successivi, dagli organi di regime, come l'acme della cosiddetta "rivoluzione fascista".
Mussolini fece accenni rivoluzionari (ma anche reazionari) in numerosi suoi discorsi successivi al 1919:
(Discorso nel 1923)
(Benito Mussolini, discorso al convegno regionale dei Fasci lombardi, Cremona, 5 settembre 1920)
(Benito Mussolini, dal discorso tenuto al Senato il 27 novembre 1922)

### Il consolidamento del potere (1925-1928)
Le cosiddette "leggi fascistissime" del 1925 (seguite al delitto Matteotti del 1924 e al discorso di Mussolini del 3 gennaio) e quelle venute fino al 1928, sulle prerogative del Capo del Governo e l'istituzione ufficiale del Gran Consiglio del Fascismo (esistente di fatto dal 1923), definiscono esplicitamente lo Stato italiano, malgrado fosse formalmente sempre una monarchia costituzionale come uno Stato nuovo, un "regime sorto dalla rivoluzione dell'ottobre 1922". Con l'avvento al potere assoluto le istanze rivoluzionarie del cosiddetto "fascismo movimento" si annacquarono, al di là delle enunciazioni e già dal 1923, con la fusione con l'Associazione Nazionalista Italiana filo-monarchica, e poi nel 1929, con il concordato fra Stato e Chiesa, prevalsero gli aspetti tipici di un regime autoritario.

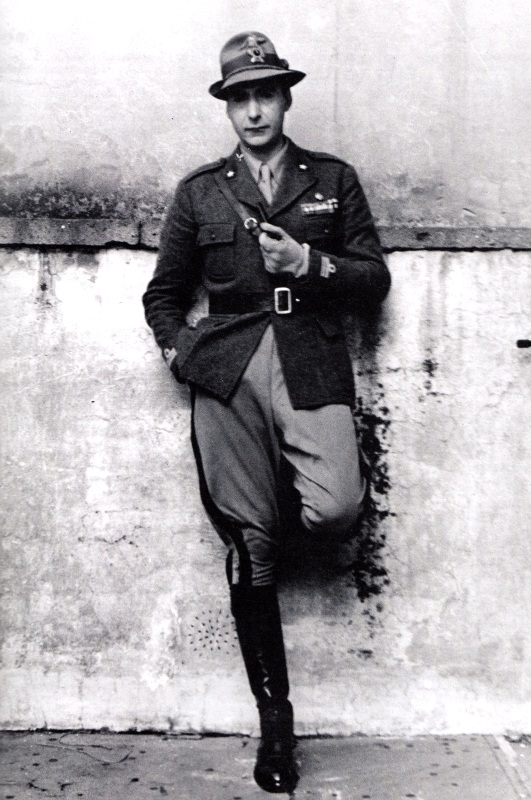
Curzio Malaparte in divisa da Alpino

Questo sebbene riviste come La conquista dello Stato, diretta da Curzio Malaparte, proclamarono spesso il concetto di rivoluzione fascista. I fascisti intransigenti fecero spesso riferimento alla "rivoluzione italiana dell'ottobre", per contrapporla alla rivoluzione d'ottobre, bolscevica e comunista, avvenuta in Russia nel novembre 1917. Malaparte aveva scritto nel 1923: 
(da L'Impero, 18 aprile 1923)
Per Malaparte il fascismo fu sia una "controriforma" che rivoluzione, e i fascisti "giacobini in camicia nera", come lì definirà in Tecnica del colpo di Stato. Questo concetto di rivoluzione fascista come continuazione del processo risorgimentale era espresso nel Manifesto degli intellettuali fascisti, pubblicato il 21 aprile 1925 da Giovanni Gentile.

### Il dibattito interno al fascismo

Cambio della guardia di giovani camicie nere (MVSN) davanti al palazzo della Mostra della Rivoluzione fascista; esso fu un evento celebrativo del decennale dell'avvento al potere di Benito Mussolini che si tenne per due anni esatti al Palazzo delle Esposizioni di Roma dal 28 ottobre 1932 al 28 ottobre 1934

Una parte del fascismo si considerò sempre un movimento rivoluzionario, trasgressivo e ribelle (emblematico in tal senso il motto dannunziano «me ne frego» ripreso e usato dalla propaganda fascista) in radicale contrasto col liberalismo dell'Italia prefascista.
D'altro canto, l'uso del termine "rivoluzione" da parte dei fascisti non mancò di suscitare perplessità e preoccupazione nel nazionalismo conservatore e monarchico, che più tardi sarebbe confluito nel fascismo stesso. Nelle sue memorie, Raffaele Paolucci ricorda di aver incontrato Italo Balbo, capo degli squadristi di Ferrara, nell'ambito dei disordini di Modena del 1921 e di aver in quell'occasione polemizzato contro l'uso da parte di Balbo del termine "rivoluzione", al quale dava il significato di disordine e sovversione violenta. Negli anni successivi, i due erano soliti rievocare il loro passato confronto allorché s'incontravano: Balbo affermava di aver avuto ragione sulla rivoluzione e, in risposta, Paolucci negava che la marcia su Roma fosse stata una rivoluzione nel senso peggiorativo che egli aveva dato a quella parola. In reazione alla professione di «tendenza repubblicana» da parte di Mussolini, Paolucci fondò i Sempre Pronti per la Patria e per il Re, organizzazione paramilitare nazionalista fedele alla monarchia, al fine di «fare da contrappeso» allo squadrismo fascista, «la cui tendenza si rivelava ogni giorno più nettamente rivoluzionaria».
Secondo Sergio Panunzio, amico personale di Mussolini che ebbe su di lui una significativa influenza, il fascismo si proponeva l'intento di modificare la società italiana creando uno "stato-società" fondato sulle corporazioni, in una sorta di correzione ideologica della rivoluzione francese e del suo "stato-popolo", profondamente diverso anche dallo "stato-classe" attuato dalla rivoluzione russa.
Il ministro Giuseppe Bottai, nella rivista Critica fascista, già nel 1926 proclamava che il fascismo doveva restare "rivoluzione permanente". Bottai vuole edificare quella rivoluzione che la marcia su Roma, sebbene sia "il principio d'una nuova vita", non ha prodotto.
Negli anni 1930 con i giovani intellettuali raccolti nella rivista Primato, teorizzò un fascismo che doveva ritrovare la carica rivoluzionaria delle origini:

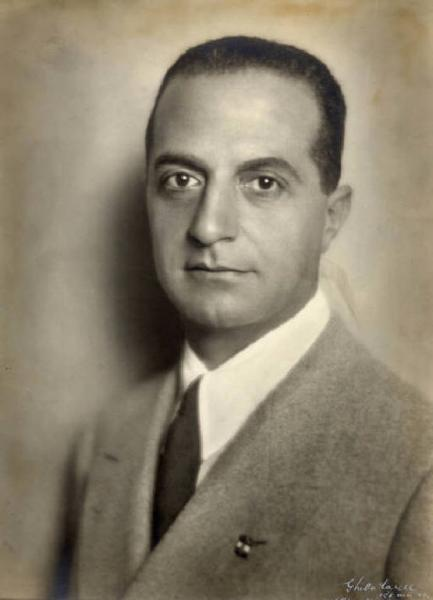
Giuseppe Bottai

Bottai è uno dei più intransigenti rivoluzionari contro la corrente reazionaria (sarà anche a favore delle leggi razziali fasciste e dell'avvicinamento alla Germania nazista) e moderata — Giovanni Gentile per la seconda, Julius Evola, controrivoluzionario e tradizionalista, e i clericofascisti per la prima — anche se poi voterà assieme a Dino Grandi e Galeazzo Ciano contro Mussolini il 25 luglio 1943 all'ordine del giorno Grandi durante il Gran Consiglio, e sarà condannato a morte in contumacia dai fascisti nel 1944, cosa che eviterà fuggendo dall'Italia e arruolandosi nella legione straniera francese.
Egli, e altri, tentarono di equiparare storicamente i fascisti con giacobini della rivoluzione francese.
La volontà del fascismo di incidere nella storia come una rivoluzione pari a quella francese e russa si manifestò anche con l'istituzione della cosiddetta era fascista, ossia una particolare numerazione degli anni che faceva riferimento al giorno della marcia su Roma. Il primo anno dell'era fascista (indicato accanto alla data tradizionale come I, E.F.) comincia quindi il 28 ottobre 1922 e termina il 27 ottobre 1923. Il riferimento diretto era al nuovo calendario istituito dalla rivoluzione francese nel 1793, che indicava retroattivamente l'anno I a partire dal 22 settembre 1792, giorno di soppressione dell'ultimo residuo della monarchia; secondo gli intellettuali "rivoluzionari" del regime il movimento fascista costituiva una moderna evoluzione della grande rivolta francese, riprendendo Mussolini stesso che aveva definito il fascismo come una sorta di populismo che avrebbe superato gli errori della democrazia liberale: 
(Benito Mussolini, dall'intervista concessa all'inviato speciale Shaw Desmond del Sunday Pictorial di Londra il 12 dicembre 1926 e riportata come Mussolini rivela il suo segreto in Il Popolo d'Italia, n. 297, 14 dicembre 1926, XIII)

### Nella Repubblica Sociale Italiana
Nel corso della seconda guerra mondiale, all'interno della Repubblica Sociale Italiana, il Partito Fascista Repubblicano, teorizzò attraverso una serie di provvedimenti radicali di attuare un fascismo rivoluzionario estrinsecato attraverso il cosiddetto Manifesto di Verona, pur non avendo i mezzi materiali, gli uomini e il controllo del territorio necessari per attuare questi stessi provvedimenti. Molti lo considerarono un ritorno al sansepolcrismo, altri non aderirono. Come detto, Mussolini si era già vantato di passare in un regime di democrazia illiberale plebiscitaria e autoritaria, che raggiunse tratti di totalitarismo, per giungere, tramite il consenso di massa, all'instaurazione di forme nuove di governo popolare. Lo stesso duce, poi, come riportato da Yvon De Begnac, giornalista e scrittore italiano, biografo ufficiale di Benito Mussolini tra il 1934 ed il 1943, ebbe a dichiarare, tentando di sganciarsi dai conservatori e dal populismo di destra, identificandosi invece con una forma di nazionalismo di sinistra: 
(Mussolini, citato da Yvon De Begnac, Taccuini Mussoliniani)

Bandiera di guerra con aquila e fascio littorio adottata nel 1944 dalla RSI

Nel 1944 al processo di Verona alcuni dei protagonisti della marcia, come De Vecchi e Grandi, sarebbero stati accusati di "aver tradito la rivoluzione fascista" tentando accordi con Facta e Salandra. Mussolini stesso, nei suoi ultimi mesi, ripropose in discorsi, intervisti e scritti i suoi cavalli di battaglia "rivoluzionari" di gioventù, ripresi dal sansepolcrismo, e nuovamente sanciti dalla Carta di Verona: il corporativismo e le, mai attuate, socializzazione dell'economia, cogestione e democrazia organica (presente nella bozza di Costituzione della Repubblica Sociale Italiana).
Il punto principale, la socializzazione delle imprese, vista con sospetto e boicottata dalla Germania nazionalsocialista, venne disposta inizialmente con il D.Lgs. 12 febbraio 1944, n. 375 alla firma di Mussolini unita a quelle di Giampietro Domenico Pellegrini e Piero Pisenti. Per diretta conseguenza il compito venne assegnato al ministro dell'Economia corporativa l'ingegner Angelo Tarchi, che si insediò nella sede del ministero a Bergamo. Il 20 giugno 1944, ossia appena quattro mesi dopo il decreto legislativo, il dirigente della federazione fascista degli impiegati del commercio Anselmo Vaccari in un rapporto diretto a Mussolini riportò quanto segue: «I lavoratori considerano la socializzazione come uno specchio per le allodole, e si tengono lontano da noi e dallo specchio. Le masse ripudiano di ricevere alcunché da noi».
L'attuazione integrale della socializzazione era prevista per il 25 aprile 1945. Mussolini si lasciò andare a considerazioni utopiche su un mondo socializzato, punto d'arrivo dei vari socialismi nazionali rivoluzionari (tra cui Mussolini includeva anche il nazionalsocialismo tedesco) nella sua ultima intervista di alcuni giorni prima:
(Intervista del 20 aprile 1945 a Gian Gaetano Cabella)
Nel suo ultimo discorso pubblico, ripropose il repubblicanesimo del 1919 come una fondamentale conquista da ottenere per tutta l'Italia:
(Cosiddetto discorso della riscossa, 16 dicembre 1944, Teatro Lirico di Milano)

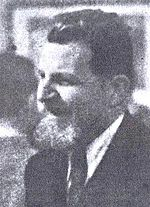
Nicola Bombacci all'epoca della RSI

Tutte queste posizioni, riprese in chiave anti-usura e anti-finanziaria, erano condivise anche dal poeta americano residente in Italia Ezra Pound. Nicola Bombacci fu poi un altro intellettuale che apportò un importante contributo al concetto di rivoluzione fascista; egli era uno dei fondatori del Partito Comunista d'Italia nel 1921, dopo aver partecipato alla rivoluzione russa, poi avvicinatosi a Mussolini negli anni 1930, e aderì in forma attiva alla RSI finendo fucilato dai partigiani a Dongo come traditore (le sue ultime parole furono forse "viva il Socialismo"); il suo corpo fu appeso in piazzale Loreto a Milano accanto al duce, a Clara Petacci e ai gerarchi fucilati. Bombacci dichiarò il suo sentirsi un vero "rivoluzionario" anche nel suo ultimo mese di vita, utilizzando anche l'appellativo "compagni" anziché "camerati":
(Nicola Bombacci, il 15 marzo 1945 a Genova, discorso rivolto alle camicie nere)
(Nicola Bombacci)

## Influenza del concetto all'estero e nel dopoguerra

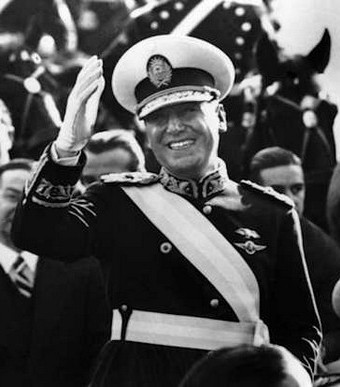
Il generale Juan Domingo Perón passò un periodo in Italia durante il fascismo, concependo ammirazione per il sistema economico ideato da Mussolini, rivoluzionario e anticomunista al tempo stesso.

All'estero si guardò con interesse all'ideologia della "rivoluzione fascista" - oltre che nell'esperienza del nazionalsocialismo iniziale (specialmente la corrente strasserista alternativa agli hitleriani puri) - ad esempio da parte di alcuni intellettuali della révolution nationale del governo di Vichy, quali Pierre Drieu La Rochelle e Robert Brasillach, che coniò l'espressione "fascismo immenso e rosso". 
Le tesi del "fascismo nazional-rivoluzionario", nel dopoguerra furono alla base della nuova terza via o tercera posición adottata dal peronismo argentino a partire dal 1945 con la cosiddetta "rivoluzione dei descamisados"; fu presente anche in alcuni esperimenti economici attuati nella Spagna franchista e nel Portogallo salazariano, oltre che nei fermenti vari della gioventù neofascista, fino ad arrivare in tempi recenti alla Nuova Destra e al nazional-anarchismo.

## Dibattito storico
Contestata dagli intellettuali antifascisti, che attribuivano al fascismo natura esclusivamente regressiva e reazionaria, la locuzione scomparve quasi completamente nei primi decenni del dopoguerra, per poi riemergere in campo storiografico revisionista degli anni settanta del XX secolo, dove essa è stata poi ripresa dagli studiosi comunque non fascisti - a partire da George Mosse e Renzo De Felice - nel dibattito sull'interpretazione degli elementi di rottura istituzionale e di discontinuità sociali e culturali provocati dai "fascismi" e nel confronto fra fascismo e nazismo. Oltre Mosse e De Felice, diversi studiosi come Zeev Sternhell ed Emilio Gentile utilizzano tale locuzione. In particolare De Felice sosteneva si trattasse di una "rivoluzione conservatrice"; Gentile, suo allievo, sostiene che il fascismo fosse una "rivoluzione antropologica" radicale, tesa a formare un nuovo tipo di umanità, l'uomo nuovo.

### L'interpretazione del terminerivoluzione
Gli oppositori del fascismo stigmatizzarono fin da principio la pretesa squadrista di definire "rivoluzione" il loro movimento e quindi la presa del potere. In particolare l'antifascismo di area socialista definì la vittoria del fascismo come una forma di "successo seppur temporaneo della reazione economica capitalista sull'ascesa delle classi popolari".
Antonio Gramsci, uno dei più importanti esponenti del Partito Comunista d'Italia, in un discorso parlamentare dichiarò:
(Gramsci, discorso alla Camera del 16 maggio 1925)
Non diverso il giudizio che - dal punto di vista liberale - esprimeva Pietro Gobetti:
(Gobetti, Dizionario delle idee)
Nel 1936 però Palmiro Togliatti, insieme ad altri 60 esponenti del PCI, nel celebre appello ai fratelli in Camicia nera si rivolse al "fascismo della prima ora", in contrapposizione al fascismo reazionario al potere:
Fascisti della vecchia guardia!
Giovani fascisti!
Noi comunisti facciamo nostro il programma fascista del 1919, che è un programma di pace, di libertà, di difesa degli interessi dei lavoratori, e vi diciamo:
Lottiamo uniti per la realizzazione di questo programma»
(Togliatti, Stato Operaio)

## Cronologia

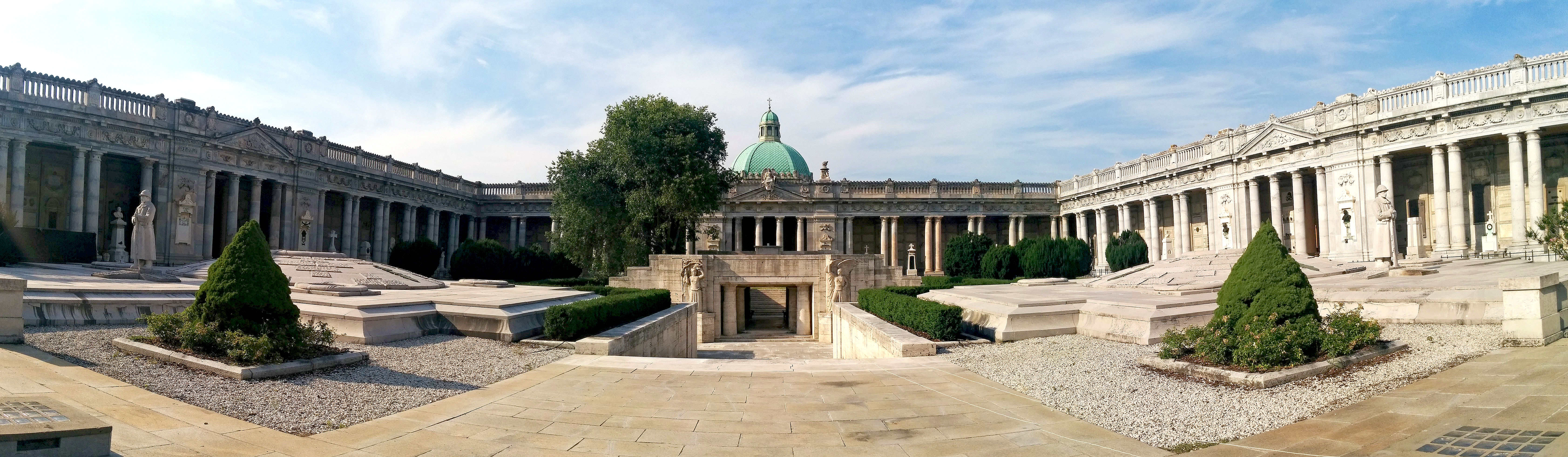
Il Monumento dei Martiri della Rivoluzione Fascista nella Certosa di Bologna inaugurato in occasione del decennale della Marcia su Roma il 28 ottobre 1932.

Nel Primo e secondo libro della Rivoluzione fascista edito nel 1941 dal PNF, venivano indicate le date storiche della Rivoluzione (viene esclusa la fondazione del primo Fascio d'azione rivoluzionaria nel 1914) di cui si riportano qui alcune fra le più significative per una comprensione più approfondita della cronologia della Rivoluzione fascista: sono riportate alcune date fino alla fondazione di Littoria (1934).
- 15 novembre 1914: inizia le pubblicazioni il Popolo d'Italia;
- 23 marzo 1919: fondazione dei Fasci italiani di combattimento;
- 24 marzo 1919 fu pubblicato sul Popolo d'Italia il programma di San Sepolcro
- 6 giugno 1919: pubblicato sul Popolo d'Italia il Manifesto dei Fasci Italiani di Combattimento
- 3 agosto 1921: firma del Patto di pacificazione tra fascisti e socialisti
- 7 novembre 1921: Congresso nazionale di Roma: i Fasci italiani di combattimento si costituiscono in Partito Nazionale Fascista;
- 20 settembre 1922: discorso di Udine. Il Duce afferma la volontà fascista di assumere il governo dell'Italia e di fare di Roma «il cuore pulsante, lo spirito alacre dell'Italia imperiale»;
- 24 settembre 1922: discorso di Cremona. Il Duce proclama: «Noi vogliamo che l'Italia diventi fascista»;
- 24 ottobre 1922: congresso del P.N.F. a Napoli. Il Duce afferma: «Noi vogliamo diventare Stato»; e «la democrazia, forma politica del secolo diciannovesimo, è superata e che un altro regime politico governerà la società nazionale del secolo ventesimo»;
- 28 ottobre 1922: Marcia su Roma;
- 31 ottobre 1922: il Duce forma il Governo fascista;
- 13 gennaio 1923: Istituzione del Gran Consiglio del Fascismo.
- 1º febbraio 1923: fondazione della Milizia Volontaria per la Sicurezza Nazionale.
- 3 gennaio 1925: discorso del Duce: le forze ostili al Regime sono definitivamente espulse dalla vita nazionale;
- 26 novembre 1925: promulgata la legge sulla disciplina delle associazioni, che prevede lo scioglimento della massoneria
- 3 aprile 1926: Legge sulla disciplina giuridica dei rapporti collettivi di lavoro, principio e fondamento dello Stato corporativo;
- 18 agosto 1926: discorso di Pesaro. Il Duce dichiara: «Il fascismo non è soltanto un partito, è un regime, non è soltanto un regime ma una fede, non è soltanto una fede ma religione che sta conquistando le masse lavoratrici del popolo italiano... ».
- 9 novembre 1926: la Camera fascista dichiara decaduti dal mandato parlamentare i deputati aventinisti.
- 21 aprile 1927: emanazione della Carta del Lavoro
- 26 maggio 1927: discorso detto "dell'Ascensione". Il Duce enuncia la politica sociale del Regime e in particolar modo imposta la battaglia demografica per una razza prolifica e sana.
- 9 dicembre 1928: Il Gran Consiglio — organo supremo del P.N.F. — diviene organo costituzionale dello Stato.
- 11 febbraio 1929: Conciliazione tra l'Italia e la Santa Sede.
- 10 novembre 1934: discorso del Duce all'Assemblea generale delle Corporazioni. Le Corporazioni fasciste «iniziano la loro vita effettiva e operante».
- 18 dicembre 1934: il Duce inaugurando la nuova provincia di Littoria afferma che «è l'aratro che traccia il solco, ma è la spada che lo difende».